# Rákóczitelep (Algyő)
Rákóczitelep az M43-as autópálya Móra Ferenc híd–Maroslele közötti szakasza mellett fekvő tanyavilág Algyőhöz tartozó központja. Tápairét (Lebő) közvetlen szomszédságában, a Tisza–Maros-szögben található.

## Megközelítése
Területileg Algyőhöz tartozik, de autópályán Szeged és Maroslele felől is jóval rövidebb úton érhető el, mert közvetlenül az M43-as autópálya és a 4413-as út csomópontja mellett fekszik; főutcája a 44 123-as számozást viseli.
Szeged felől korábban a tápéi kompon volt lehetséges a megközelítése, a 4412-es, majd a 4413-as úton, de mára már ezt felváltotta az autópálya. A mintegy 20 kilométerre fekvő Hódmezővásárhely felől a Maroslelére vezető 4414-es útról Batida után Nagyfa felé a 4454-es útra lefordulva, Algyőről (kb. 20 km), Marosleléről (5 km), illetve Makóról (kb. 20 km) pedig az autópályán könnyen elérhető. Munkanapokon háromszor közlekedik egy busz is, amelynek Algyő a végállomása.

## Története
A rendszerváltásig itt üzemelt a Rákóczi Tsz., melyről a nevét is kapta. Ez a szövetkezet adott a helyieknek munkát. Megszűnése óta több mezőgazdasági cég is üzemel, mely a helyiek egy részének továbbra is munkát ad, de akadnak páran, akik valamelyik környező településre járnak be dolgozni.

## Jellemzői
Tápairét és Csergőtelep lakosai itt tudnak felhajtani az autópályára. Korábban üzemelt ott egy kisbolt (Tereza vegyesbolt) is. Található egy artézi kút is, a helyiek innen hordják a mindennapi élethez szükséges ivóvizet.

## Egy tervezett csomópont, a ,,Bánáti út"
Szerbia, Románia és Magyarország régóta tervez egy projektet melynek célja, hogy megépüljön egy új főút a szerb-román-magyar hármashatár és az M43-as autópálya között. A főút magyarországi szakasza 20 kilométer hosszú lenne, mely a hármashatárról indulna, érintené Kübekházát, Deszket és a 43-as főutat, majd egy Maros-hídon át belefutna a Tisza-Maros szögbe azaz a Tápairétre. A Tápairéten a 4413-as számú főútba (Lebői út) torkollana, amely rávezet az M43-as autópálya rákóczitelepi csomópontjába.